# 招寶宮
24°36′37″N 121°51′31″E / 24.610317°N 121.858480°E
招寶宮，是位於臺灣宜蘭縣蘇澳鎮港邊里岳明新村的觀音寺，神像為大陳人從故鄉招寶禪寺、楊府廟、斗姆宮帶來。

## 廟宇由來

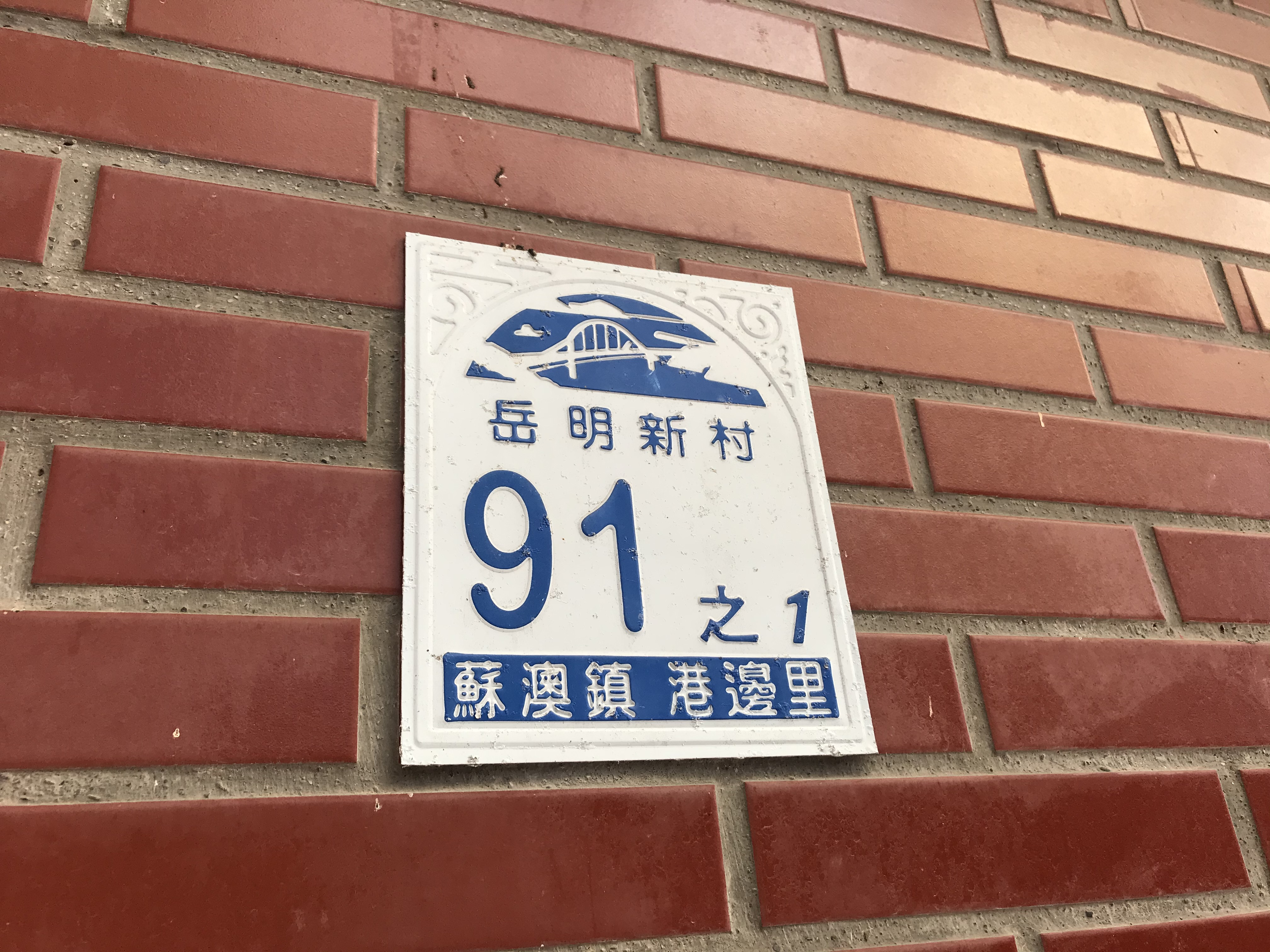
門牌

對於招寶禪寺建寺傳說，招寶宮主任委員陳善超表示明末清初時，一名王姓人士因反清復明無望，以和尚身分逃至大陳島，將一根漂流木雕成觀音像建寺祭拜。寺廟在島上香火盛，外出謀生者每年春節返鄉，都會來此上香膜拜。
據台北縣浙江溫嶺同鄉會常務理事林玉麟，相傳解放軍在1954年9月砲擊大陳島時，地方人士向此寺求籤，得「彌勒菩薩移四方、濟公活佛往天堂、文昌帝君台中座、三官大帝灣內藏」，原不解其義。11月，在一名江姓耆老說觀音的詩籤是每句第五字連起是「移往台灣」下，大陳人爭相走告，因此民眾踴躍配合撤退。次年2月大陳島撤退，島民將島上的招寶禪寺、楊府廟、斗姆宮等三座寺廟佛像遷至臺灣。其中招寶禪寺的觀音像是林玉麟伯祖父林慶道請來，當時林慶道已七十一歲。同月10日，大陳島克難鄉鄉長黃金河表示，這次隨軍轉進時，他們把很多物品都丟了，卻不忍菩薩在赤區蒙塵，就把祂隨帶而來。但從招寶禪寺帶來的籤筒在遷移中途遺失，直到2005年才從臺南寄回。
政府為大陳人在1956年於蘇澳鎮興建三百零四戶房屋後，數年後他們在村前建立招寶宮供奉這些遷來的神像，成為當地的信仰中心。早期廟宇規模不大又簡陋，因此居民提議擴建，一樓充作社區活動中心，二樓為正殿，並重塑一座觀世音菩薩，於1999年10月26日舉行落成安座大典，由中台禪寺惟覺法師主持，縣府主任秘書陳源發、縣議會議長林榮星、縣員陳金麟等參加。因村落建築老舊破損，村民會在颱風時前往招寶宮或新建的活動中心避難。廟也作為岳明新村的投票所。

## 宗教活動

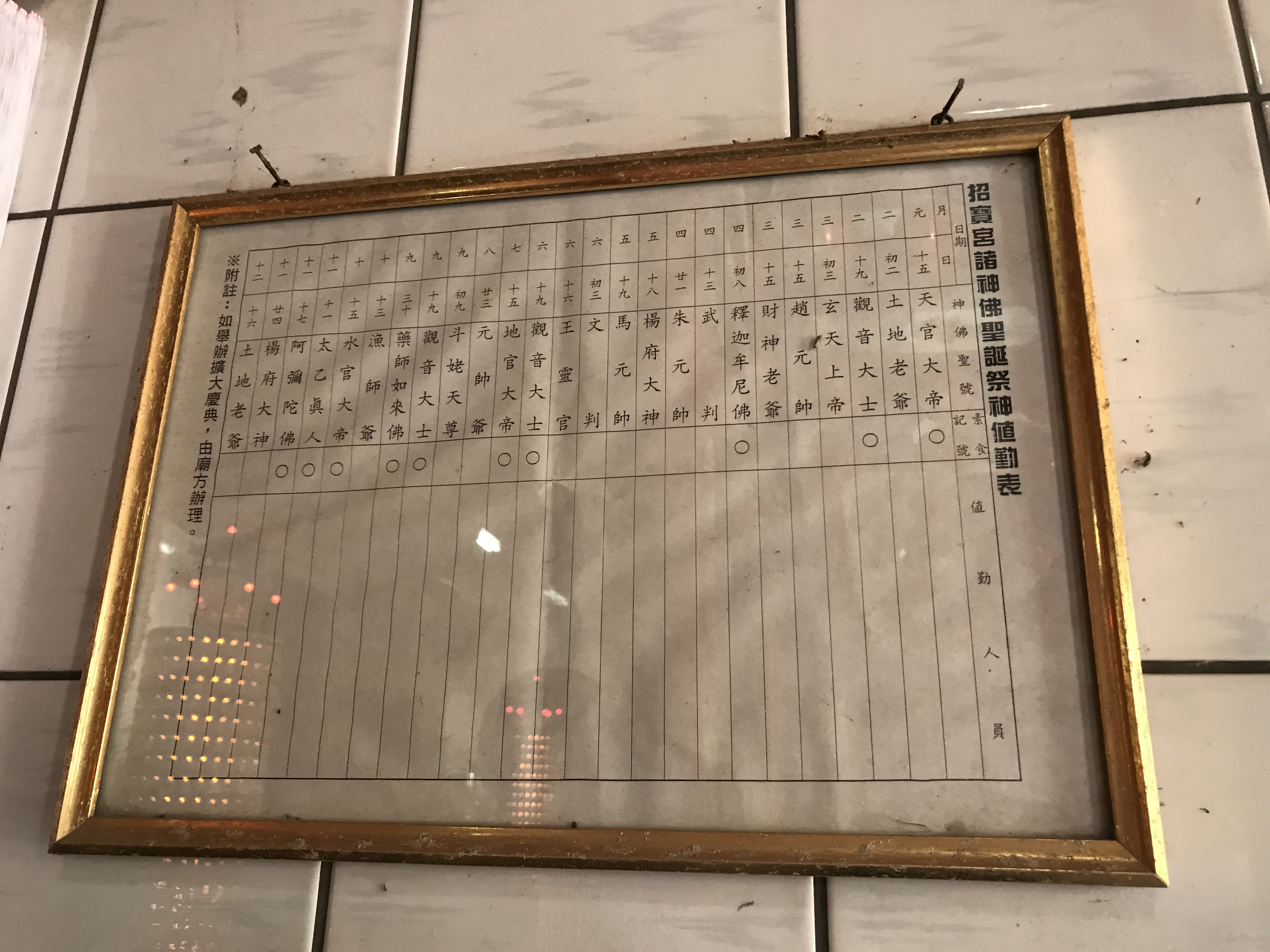
祭祀日表

逢農曆五月十七日楊府千歲聖誕，旅外村民會返鄉祭拜。此寺的敬神與閩南文化有別，神明分上聖下神，上聖燒大金紙與大黃紙，神明則燒小黃紙。另外特別的是清明節前，年逾六十五歲的村民會燒紙屋，以供自己往生後居住，一輩子作一次，紙屋的地契和鑰匙則不燒以等往生以後再「隨身攜帶」。